# Menteroda
Menteroda är en kommun och ort i Unstrut-Hainich-Kreis i förbundslandet Thüringen i Tyskland.